# Asiatosuchus

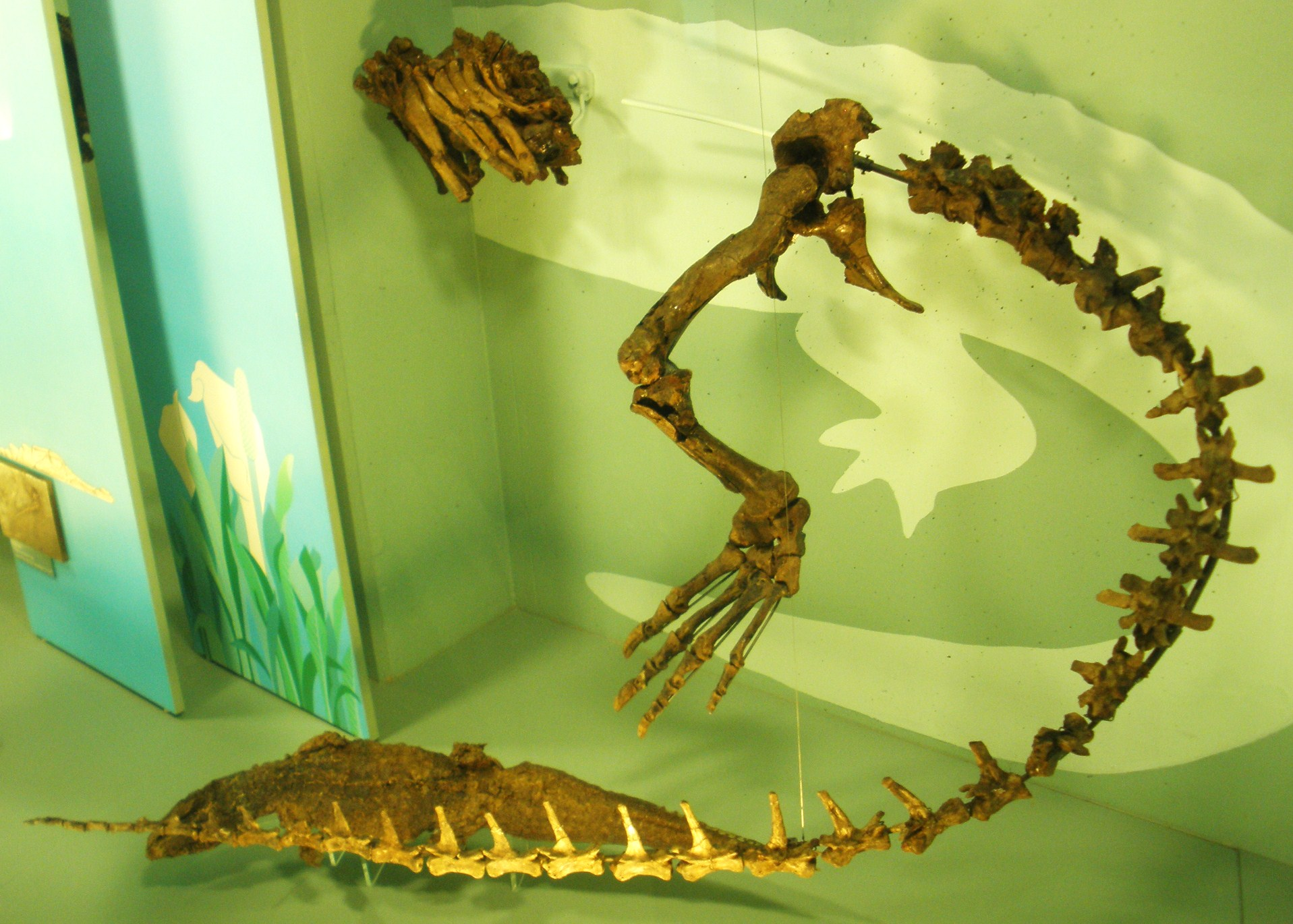
Perna traseira e cauda de A. germanicus.

Asiatosuchus é um gênero extinto de um grande crocodiliano. Acredita-se ter sido um crocodilo basal. Espécimes têm sido encontrados na Rússia, Bélgica, França, Alemanha, Mongólia e possivelmente Paquistão. Existiu a partir do estágio Daniano, da época do Paleoceno primitivo, ao estágio Lutetiano do Eoceno. A espécie-tipo, A. grangeri, que cresceu até 4 metros de comprimento, foi primeiro descoberta em 1930, a partir da Formação Irdin Manha, da Mongólia Interior. Uma outra espécie, o A. germanicus, foi encontrado a partir do Fosso Messel próximo à pedreira Messel, Alemanha, junto a muitas outras formas de vida que habitavam as florestas subtropicais que circundavam uma série de lagos anóxicos durante o Eoceno.